# Eosinopteryx
Eosinopteryx é uma gênero fóssil de dinossauro da família Anchiornithidae datado do Jurássico Superior da China. É a única espécie descrita para o gênero é Eosinopteryx brevipenna. Seus restos fósseis foram encontrados na formação Tiaojishan no oeste da província de Liaoning. A análise filogenética inicial estabeleceu a espécie como membro da família Troodontidae, entretanto, análise posterior incluindo um novo fóssil, o Aurornis, determinou sua posição como basal entre o clado Paraves.